# Таловка (приток Оки)

Таловка — река в России, протекает в Рязанской области. Правый приток Оки.

## География
Река Таловка берёт начало в лесах. Течёт на запад. В районе села Куземкино сливается со своим самым крупным притоком — рекой Исток. Таловка впадает в Оку в районе села Рубецкое. Устье реки находится в 451 км по правому берегу реки Оки. Длина реки составляет 13 км, площадь водосборного бассейна — 178 км².

## Данные водного реестра
По данным государственного водного реестра России относится к Окскому бассейновому округу, водохозяйственный участок реки — Ока от водомерного поста у села Копоново до впадения реки Мокша, речной подбассейн реки — бассейны притоков Оки до впадения Мокши. Речной бассейн реки — Ока.
По данным геоинформационной системы водохозяйственного районирования территории РФ, подготовленной Федеральным агентством водных ресурсов:
- Код водного объекта в государственном водном реестре — 09010102312110000026450
- Код по гидрологической изученности (ГИ) — 110002645
- Код бассейна — 09.01.01.023
- Номер тома по ГИ — 10
- Выпуск по ГИ — 0